# Kromosom 9
Kromosom 9 är ett av de 23 kromosomparen hos människor. Människor har normalt två kopior av detta kromosom. Kromosom 9 innehåller 141 miljoner baspar och 804 proteinkodande gener.

## Sjukdomar som är associerade med kromosom 9:[2]
9q22.3 mikrodeletion:
   - En förändring där en liten del av den långa (q) armen på kromosom 9 tas bort.
   - Kan leda till försenad utveckling, intellektuell funktionsnedsättning och fysiska avvikelser.
   - Kan även orsaka Gorlin-syndrom.
Blåscancer:
   - Deletioner på kromosom 9 är vanliga vid blåscancer.
   - Blåscancer kan orsaka blod i urinen, smärta vid urinering och andra symtom.
   - Deletioner på kromosom 9 involverar gener som normalt kontrollerar celldelning.
Kronisk myeloisk leukemi (CML):
   - En translokation mellan kromosom 9 och 22 orsakar CML.
   - Translokationen, känd som t(9;22), skapar det onormala fusionsslaget BCR-ABL1.
   - Leukemicellerna har förändrad celldelning och överproduktion av vita blodkroppar.
Kleefstra-syndrom:
   - Människor med Kleefstra-syndrom saknar en sekvens på cirka 1 miljon DNA-block på en kopia av kromosom 9.
   - Förlusten av EHMT1-genen tros vara ansvarig för karakteristiska drag av syndromet.
   - Andra generförluster i samma region kan leda till ytterligare hälsoproblem.
Andra kromosomala förändringar på kromosom 9:
   - Inkluderar partiell trisomi, partiell monosomi och ringkromosom 9.
   - Dessa förändringar kan leda till intellektuell funktionsnedsättning och karakteristiska ansiktsdrag.
Kromosomala förändringar i andra cancerformer:
   - Ändringar i kromosom 9 har observerats i många cancerformer och involverar vanligtvis förlust av delar av kromosomen eller omstruktureringar.
   - Exempel inkluderar hjärntumörer och akuta leukemier.